# Primera República de Corea del Sur
La Primera República de Corea ( 제1공화국 (romanización revisada, Jeil Gonghwaguk; literalmente, «"Primera República"»)     ) fue el gobierno de Corea del Sur desde agosto de 1948 hasta junio de 1960. La primera república fue fundada el 15 de agosto de 1948 tras la transferencia del Gobierno Militar del Ejército de los Estados Unidos que gobernaba Corea del Sur desde el fin del dominio japonés en 1945, convirtiéndose en el primer gobierno republicano independiente de Corea. Syngman Rhee se convirtió en el primer presidente de Corea del Sur tras las elecciones generales de mayo de 1948, y la Asamblea Nacional en Seúl promulgó la primera constitución de Corea del Sur en julio, estableciendo un sistema de gobierno presidencial .
Las Naciones Unidas planearon una elección general a nivel nacional en Corea del Sur y Corea del Norte, pero debido a la negativa de Corea del Norte y su posterior no participación, la elección se realizó bajo la supervisión de la ONU solo en Corea del Sur, lo que condujo a su establecimiento. En consecuencia, el 12 de diciembre de 1948, las Naciones Unidas reconocieron a la República de Corea como el único gobierno legal en Corea mediante la Resolución 195 de la Asamblea General de las Naciones Unidas. La primera república reclamó la soberanía sobre toda Corea, pero sólo controló la parte sur del paralelo 38 hasta el final de la Guerra de Corea en 1953, cuando se modificó la frontera. La primera república se caracterizó por el autoritarismo de Rhee, su limitado desarrollo económico, su fuerte anticomunismo y, hacia finales de la década de 1950, la creciente inestabilidad política y la oposición pública a Rhee. La Revolución de Abril de 1960 condujo a la dimisión de Rhee y a la transición a la Segunda República de Corea .

## Políticas
Rhee recibió el apoyo del Partido Democrático de Corea en las elecciones, pero no incluyó a ninguno de sus miembros en su gabinete. En represalia, los miembros del partido formaron un partido opositor unido, el Partido Nacionalista Democrático, y comenzaron a defender un sistema de gabinete que le quitaría poder al presidente. Esto condujo a una reagrupación de la facción de Rhee en el Partido Nacionalista, que más tarde se convirtió en el Partido Liberal, y siguió siendo la base de Rhee durante toda su administración. Las segundas elecciones parlamentarias del país se celebraron el 30 de mayo de 1950 y dieron la mayoría de los escaños a los independientes.
El gobierno de Corea del Sur continuó con muchas de las prácticas del gobierno militar estadounidense. Esto incluyó la brutal represión de la actividad izquierdista. El gobierno de Rhee continuó la dura acción militar contra el levantamiento de Jeju . También aplastó los levantamientos militares en Suncheon y Yeosu, que fueron provocados por órdenes de navegar a Jeju y participar en la represión.

## Antes de la guerra
Este gobierno supervisó varias masacres, la más notable fue la masacre de la Liga Bodo después de la invasión norcoreana en junio de 1950. El gobierno ejecutó entre 60.000 y 200.000 comunistas.   

## Guerra de Corea
El 25 de junio de 1950, las fuerzas norcoreanas invadieron Corea del Sur, iniciando la Guerra de Corea . Liderada por Estados Unidos, una coalición de 16 miembros emprendió la primera acción colectiva bajo el paraguas del Comando de las Naciones Unidas (UNC). Las líneas de batalla oscilantes infligieron un gran número de bajas civiles y provocaron una destrucción inmensa. Con la entrada de la República Popular China en representación de Corea del Norte en 1951, los combates llegaron a un punto muerto cerca de la línea de demarcación original.
Las negociaciones de armisticio, iniciadas en julio de 1951, concluyeron finalmente el 27 de julio de 1953 en Panmunjom, ahora en la Zona Desmilitarizada (DMZ). El Acuerdo de Armisticio resultante fue firmado por el ejército de Corea del Norte, los Voluntarios del Pueblo Chino y el Comando de las Naciones Unidas liderado por Estados Unidos y apoyado por Corea del Sur. Hasta ahora no se ha firmado un tratado de paz. Tras el armisticio, el gobierno de Corea del Sur regresó a Seúl en la fecha simbólica del 15 de agosto de 1953.

## Eventos de la posguerra
Después del armisticio, Corea del Sur atravesó una agitación política durante los años de la presidencia de Syngman Rhee, que terminó debido a una revuelta estudiantil en 1960. A lo largo de su gobierno, Rhee buscó tomar medidas adicionales para consolidar su control del gobierno. Estos comenzaron en 1952 (poco después de ser elegido para un segundo mandato), cuando el gobierno todavía tenía su sede en Busan debido a la guerra en curso. En mayo de ese año, Rhee impulsó enmiendas constitucionales que convirtieron la presidencia en un cargo elegido directamente. Para lograrlo, declaró la ley marcial y encarceló a los miembros del parlamento que esperaba que votaran en contra. Posteriormente Rhee fue elegido por un amplio margen. Recuperó el control del parlamento en las elecciones de 1954 y posteriormente impulsó una enmienda para eximirse del límite de mandato de ocho años.
Las perspectivas de reelección de Rhee durante la campaña presidencial de 1956 inicialmente parecían sombrías. La desilusión pública con respecto a su intento de buscar un tercer mandato estaba creciendo, y el principal candidato de la oposición , Shin Ik-hee, atrajo enormes multitudes durante su campaña. Sin embargo, la muerte repentina de Shin durante la campaña electoral le permitió a Rhee ganar la presidencia con facilidad. El segundo candidato de esa elección, Cho Bong-am, del Partido Progresista, fue posteriormente acusado de espionaje y ejecutado en 1959.
Los acontecimientos de 1960, conocidos como la Revolución de Abril, se desencadenaron por la violenta represión de una manifestación estudiantil en Masan el día de las elecciones presidenciales, el 15 de marzo. Inicialmente, las protestas fueron reprimidas por la policía local, pero volvieron a estallar después de que se encontrara el cuerpo de un estudiante flotando en el puerto. Posteriormente, las protestas no violentas se extendieron a Seúl y a todo el país, y Rhee dimitió el 26 de abril.

## Educación
Durante este período se produjo un crecimiento de la educación en todos los niveles, incluso durante los disturbios de la Guerra de Corea. La Primera República vio la implementación completa de un sistema educativo que había sido diseñado por el Consejo de Educación Coreana bajo el mando de USAMGIK. Esta educación se basó en el ideal de Hongik Ingan, la persona que beneficia a todos, y buscó preparar a los estudiantes para participar en una sociedad democrática. Algunos sostienen que esta educación democrática contribuyó a las protestas estudiantiles que derrocaron al gobierno autoritario de Rhee en 1960.
La primera Ley de Educación entró en vigor el 31 de diciembre de 1949.  El aspecto más importante de esto fue la introducción de la educación obligatoria universal en el nivel primario. Esta exigencia condujo a una amplia construcción de escuelas; al final de la Primera República la matrícula en la escuela primaria había superado el 95%. Además, el sistema de doble escala utilizado por el gobierno de ocupación japonés fue reemplazado por un sistema de escala única, con 6 años de educación primaria, 3 de educación media, 3 de educación secundaria y 4 de educación universitaria.
En este período también se adoptó el primer currículo nacional de Corea del Sur.

## Economía
Durante 1945-1950, las autoridades de Estados Unidos y Corea del Sur llevaron a cabo una reforma agraria que mantuvo la institución de la propiedad privada. Confiscaron y redistribuyeron todas las tierras en poder del gobierno colonial japonés, de las empresas japonesas y de los colonos japoneses individuales. El gobierno de Corea del Sur llevó a cabo una reforma por la cual los surcoreanos con grandes propiedades se vieron obligados a desprenderse de la mayor parte de sus tierras. Se creó una nueva clase de propietarios familiares independientes.

## Relaciones internacionales
Rhee buscó alinear fuertemente a su gobierno con los Estados Unidos y contra Corea del Norte y Japón.  La política de la Primera República hacia Corea del Norte, antes y después de la Guerra de Corea, fue de "unificación por la fuerza".  Aunque hubo algunas conversaciones para normalizar las relaciones con Japón, los resultados fueron escasos.  Mientras tanto, el gobierno recibió enormes sumas de ayuda estadounidense, en cantidades a veces cercanas al tamaño total del presupuesto nacional.
El 18 de enero de 1952, Rhee declaró la soberanía de Corea del Sur sobre las aguas alrededor de la península de Corea, en un concepto similar al de las zonas económicas exclusivas actuales. La demarcación marítima así trazada, que Rhee llamó la " Línea de Paz ", incluía Liancourt Rocks como territorio surcoreano.